# Уиндем, Джон
Джон Уи́ндем Паркс Лукас Бейнон Харрис (англ. John Wyndham Parkes Lucas Beynon Harris) (10 июля 1903 года, Ноули, Уорикшир, Великобритания — 11 марта 1969 года, Петерсфилд, Хэмпшир, Великобритания) — английский писатель-фантаст. Пользовался в качестве литературных псевдонимов различными сочетаниями своих имён, из которых наиболее известное — Джон Уиндем.
Главные произведения писателя посвящены глобальным катастрофам:
- «День триффидов» (1951)
- «Кракен пробуждается» (другое название «Из глубины») (1953)
- «Хризалиды» (по-русски также изданы под названиями «Отклонение от нормы» и «Куколки») (1955)
- «Кукушки Мидвича» (1957)

Джон Уиндем является одним из классиков мировой фантастики. Но стиль его произведений сильно отличается от стиля американских писателей. Уиндем писал жёстко, последовательно и логично. Он являлся противником жюльверновской школы и не вдавался в подробное описание деталей фантастических явлений — они присутствуют в его произведениях лишь в объёме, достаточном для развития сюжета.
Основной объект изучения автора в его романах-катастрофах — не сами катастрофические явления, а поведение людей. В «Дне триффидов» рассматривается падение цивилизации из-за потери абсолютным большинством людей зрения в сочетании с вторжением хищных плотоядных растений — «триффидов», и зарождение нового общества; в «Кукушках Мидвича» — борьба за сохранение человечества перед угрозой вторжения инопланетян; в «Кракен пробуждается» — выживание в условиях глобального наводнения. И везде человек сталкивается с тяжёлыми проблемами применения морали старого общества в новых условиях жизни.
Вывод автора — люди должны приспосабливаться к новым условиям, но не имеют права терять при этом человечность.
Перу автора принадлежит одна из самых оригинальных «женских» антиутопий в жанре научной фантастики — повесть «Избери путь её…»; а также рассказы, в том числе юмористические — «Ставка на веру» (в др. переводе — «Я в это не верю»), «Видеорама Пооли», «Большой простофиля».

## Раннее детство
Джон Уиндем родился в местечке Дорридж (англ.), недалеко от Уэст-Мидлендса, в семье юриста Джорджа Бейнона Харриса и Гертруды Паркс, дочери владельца кузницы. Раннее детство провёл в Эджбастоне (англ.) в Бирмингеме, однако, когда Уиндему исполнилось 8 лет, его родители развелись. Джордж проиграл судебное дело против жены и Уиндем остался с матерью. После этого, Гертруда уехала из Бирмингема, дабы проживать в пансионах. Джон и его младший брат Вивиан провели остаток своего детства в ряде английских подготовительных и государственных школ, включая школу Бланделла (англ.) в Тивертоне, и Девоне во время Первой мировой войны. Его самое долгое пребывание было в школе Бедейлс (англ.), недалеко от Петерсфилда (англ.) в Гэмпшире, которую он окончил в 18 лет.

## Начало карьеры
После окончания школы Уиндем попробовал несколько профессий, включая сельское хозяйство, юриспруденцию, коммерческое искусство и рекламу. Однако, чтобы выжить, он в основном полагался на пособие от своей семьи.
В конце концов, в 1925 году Джон начал писать за деньги. В 1927 году он опубликовал детективный роман «Проклятье Бёрденов», а к 1931 году продавал рассказы американским научно-фантастическим журналам. Его дебютный рассказ «Миры для обмена» был опубликован под псевдонимом Джон Б. Харрис. Последующие рассказы подписывались, как Джон Бейнон Харрис, до середины 1935 года, когда Уиндем начал использовать псевдоним Джон Бейнон. Три романа Бейнона были опубликованы в 1935—1936 годах, два из них — произведения научной фантастики, а другой — детектив. Он также использовал псевдоним Уиндем Паркс для одного рассказа в British Fantasy Magazine в 1939 году, поскольку Джону Бейнону уже приписывали другой рассказ в том же номере.
В эти годы Уиндем жил в клубе «Пенн» в Лондоне, который был открыт в 1920 году оставшимися членами «Санитарной службы друзей» и частично финансировался квакерами. Интеллектуальная и политическая смесь пацифистов, социалистов и коммунистов продолжала формировать его взгляды на общество и феминизм в частности.
В этом клубе он познакомился со своей будущей женой Грейс Уилсон, учительницей. У них завязался продолжительный роман, и они получили смежные комнаты в клубе, но в течение многих лет не женились, отчасти из-за запрета на брак, при котором Уилсон потеряла бы своё положение.

## Вторая мировая война
Во время Второй мировой войны Уиндем сначала служил цензором в Министерстве информации. Он описал свой опыт работы пожарного во время битвы за Британию в своём произведении «День Триффидов».
Затем он присоединился к британской армии, служа капралом-шифровальщиком в Королевском корпусе связи. Он участвовал в высадке в Нормандию. Он был прикреплён к 30-му армейскому корпусу, который принимал участие в одном из самых тяжёлых боев, в том числе в окружении немецкой армии, оказавшейся в ловушке в Фалезском котле.
Его письма военного времени к своей партнерше Грейс Уилсон сейчас хранятся в архивах Ливерпульского университета. Он подробно писал о своей борьбе с совестью, сомнениях в человечности и страхах перед неизбежностью новой войны. Уиндем также страстно писал о своей любви к ней и опасениях, что после войны он будет настолько испорчен, что Грейс не сможет любить его дальше.

## Дальнейшая карьера
После войны Уиндем вернулся к работе писателя, все ещё подписываясь, как Джон Бейнон.
Вдохновленный успехом своего младшего брата Вивиана, опубликовавшего четыре романа, начиная с 1948 года, Джон изменил свой стиль письма и к 1951 году, впервые используя псевдоним Джона Уиндема, написал роман «День Триффидов». Его довоенная писательская карьера не упоминалась в рекламе книги и люди подумали, что это был первый роман ранее неизвестного писателя. Книга имела огромный успех и сделала Уиндема важным представителем научной фантастики.
Он написал и опубликовал ещё шесть романов под именем Джон Уиндем. Его роман «Внешнее стремление» был приписан Джону Уиндему и Лукасу Парксу, но Лукас Паркс был ещё одним псевдонимом самого Уиндема.
Сборник рассказов «Семена времени» опубликован в 1950-х годах под псевдонимом Уиндем, но включал несколько рассказов, изначально опубликованных под псевдонимом Джон Бейнон до 1951 года.

## Смерть
Уиндем умер в 1969 году в возрасте 65 лет в своём доме в Питерсфилде.
Впоследствии некоторые из его непроданных работ были опубликованы, а более ранние работы переизданы. Архив Уиндема был приобретен Ливерпульским университетом.
24 мая 2015 года переулок в Хампстеде, который появляется в «Дне Триффидов», был официально назван Триффидовым переулком в память о нём.

## Критика
Брайан Олдисс, британский писатель-фантаст, пренебрежительно назвал некоторые романы Уиндема «уютными катастрофами», особенно «День Триффидов». Это было своеобразным клише о его творчестве, но многие более поздние критики опровергли это утверждение. Л. Дж. Херст заметил, что в «Триффидах» главный герой становится свидетелем нескольких убийств, самоубийств и злоключений и часто сам подвергается смертельной опасности. Маргарет Этвуд писала: «Вторую мировую войну, ветераном которой был Уиндем, можно было бы тоже назвать „уютной“ войной, ведь не все в ней погибли».
Многие другие писатели признали, что работы Уиндема повлияли на их собственные, в том числе Алекс Гарланд, чей сценарий «28 дней спустя» во многом основан на «Дне Триффидов».

### Ранние произведения под псевдонимом Джон Бейнон
- Foul Play Suspected (1935)
- The Secret People (1935)
- Planet Plane (1936) (также под названием The Space Machine и Stowaway to Mars)

### Прижизненные произведения под псевдонимом Джон Уиндем
- День триффидов / англ. The Day of the Triffids (1951) (также под названием Revolt of the Triffids)
- Кракен пробуждается / англ. The Kraken Wakes (1953) (в США под названием Out of the Deeps)
- Хризалиды / англ. The Chrysalids (1955) (в США под названием Re-Birth)
- Кукушки Мидвича / англ. The Midwich Cuckoos (1957) (дважды экранизирован как Деревня проклятых)
- Стремление наружу[англ.] / англ. The Outward Urge (1959)
- Во всем виноват лишайник (История с лишайником)[англ.] / англ. Trouble with Lichen (1960)
- Чоки[англ.] / англ. Chocky (1968) (экранизирован как телесериал Чоки[англ.])

### Посмертно опубликованные
- Сеть[англ.] / англ. Web (1979)
- План хаоса[англ.] / англ. Plan for Chaos (2009)

### Сборники рассказов
- Джиззл[англ.] / англ. Jizzle (1954)
- Семена времени[англ.] / англ. The Seeds of Time (1956)
- Истории о гусиной коже и смехе[англ.] / англ. Tales of Gooseflesh and Laughter (1956)
- «Её пути» и другие[англ.] / англ. «Consider Her Ways» and Others (1961)
- Бесконечный момент[англ.] / англ. The Infinite Moment (1961) (американское издание Consider Her Ways, 2 рассказа заменены на другие)

#### Посмертные сборники
- Спящие Марса[англ.] / англ. Sleepers of Mars (1973) (сборник из 5 рассказов, оригинально из журналов 1930-х: Sleepers of Mars, Worlds to Barter, Invisible Monster, The Man from Earth & The Third Vibrator)
- Лучшие рассказы Джона Уиндема[англ.] / англ. The Best of John Wyndham (1973)
- Странники времени[англ.] / англ. Wanderers of Time (1973) (сборник из 5 рассказов, оригинально из журналов 1930-х: Wanderers of Time, Derelict of Space, Child of Power, The Last Lunarians & The Puff-ball Menace (a.k.a. Spheres of Hell).
- Изгои на Аспере[англ.] / англ. Exiles on Asperus (1979)
- Нет места как Земля[англ.] / англ. No Place Like Earth (2003)

### Биография и критика
- «John Wyndham: No Place Like Earth», передача BBC Radio 4, 11:30 am, 12 ноября 2010[1][2]

### Переводы на русский язык
- Уиндем Д. День триффидов. Рассказы. Библиотека современной фантастики в 15 томах. т. 8. — М.: Молодая гвардия, 1966. — 322 с.
- Фантастика: Сборник. Вып. 2. — М.: СП «Вся Москва», 1991. — 368 с. (Уиндем Д. День Триффидов. Рассказы; Кларк А. Рассказы)
- Миры Джона Уиндема. Собрание произведений в 5 томах. — Рига: Полярис, 1995

## Экранизации
- Деревня проклятых (фильм, 1960)
- Деревня проклятых (фильм, 1995)
- День триффидов — фильм 1962 года, телесериал 1981 года, телесериал 2009 года, радиопостановка.